# Az FC Bayern München 2013–2014-es szezonja
Az FC Bayern München 2013–2014-es szezonja hatalmas elvárások jegyében zajlott. Ennek az oka az előző szezon triplázása. Edzőváltás történt a nyáron: Jupp Heynckes, a labdarúgástól visszavonuló sikeredző helyére Josep 'Pep' Guardiola érkezett. Guardiolával beköszöntött a változások időszaka a taktika terén is. A szezon 2013-as fele is nagy sikereket hozott, mivel a csapat két trófeát is nyert, amivel teljessé tette példás gyűjteményét. Név szerint, FIFA-klubvilágbajnoki és UEFA-szuperkupa trófeát. A szezon még történelmi, márciusban megszerzett bajnoki címet hozott. A várva várt célt, a BL címvédést mégsem sikerült elérnie a csapatnak, az elődöntő jelentette a Bayern München számára a végállomást. A szezon utolsó mérkőzésén, a DFB-Kupa döntőjében a Bayern München legyőzte a Borussia Dortmundot, így sikerült elérnie a csapatnak a tizedik duplázását.

## A szezon
2013 júliusától átveszi a csapat irányítását Josep Guardiola, aki azelőtt a spanyol FC Barcelona vezetőedzője volt. A csapathoz érkezett: Jan Kirchhoff, az 1. FSV Mainz 05 védője, Mario Götze, a Borussia Dortmund középpályása, valamint Thiago Alcantara, az FC Barcelona középpályása. A felkészülési időszákban első alkalommal nyerte meg a négycsapatos Telkom-kupát és az Uli Hoeness-kupát az FC Barcelona ellen. A szezon első tétmeccsén viszont a 2013-as német labdarúgó-szuperkupa végeredménye a Borussia Dortmund ellen 4-2-es vereséggel zárult. Augusztus 30-án megnyerték a 2013-as UEFA-szuperkupát, így a Bayern lett az első német alakulat, aki el tudta hódítani ezt a nemes trófeát.
A szezon elején gyengélkedett a Bayern, mégis jöttek a győzelmek. Guardiola illedelmesen időt kért az első sajtótájékoztatón, mivel tudta időbe telik, míg újra az előző szezonban triplázó csapat nyomába ered a csapat játéka. Hamar sikerült elsajátítani az alapokat, és gyorsan fejlődött a bajor alakulat. A 8. fordulóban átvették a vezetést a Bundesliga tabellán az ideiglenes elsővel, a Borussia Dortmunddal helyet cserélve. Eközben a Bajnokok ligájában a CSZKA Moszkva ellen és a Manchester City ellen is győzött a csapat. A Borussia Dortmundot idegenben 3-0 arányban győzték le, megszilárdítva első pozíciójukat a tabellán. Ezt követően a Barcelona által 11 éven keresztül tartott zsinórban 9 mérkőzéses győzelmi sorozatot javították meg egy mérkőzéssel a CSZKA Moszkva elleni 3-1-es győzelemmel, tehát ők az új rekorderek immáron 10 mérkőzéssel. Ezt követően 2-0-s vezetésről fordítva 3–2-re győzött a Manchester City az Allianz Arenában. Az év utolsó német bajnoki mérkőzését is megnyerte a HSV Hamburg ellen. Mivel ebben a fordulóban az üldözői, a Borussia Dortmund sem és a Bayer 04 Leverkusen sem tudott nyerni, így őszi bajnoknak mondhatják magukat a bajor alakulat tagjai úgy, hogy a VfB Stuttgart elleni zárófordulóbeli mérkőzést a 2014-es naptári évre halasztották. Decemberben megnyerik a 2013-as FIFA-klubvilágbajnokságot. A csapat a szabályok értelmében az elődöntőben csatlakozott a tornához. A kínai Guangzhou Evergrande FC csapatával találkoztak, akiket 3-0-ra győztek le. A döntőben a házigazda, marokkói Raja Casablancát múlták felül 2-0 arányban, így az elvárásoknak megfelelően megnyerték a 2013-as évben az ötödik trófeájukat, Pep Guardiola vezénylésével már a másodikat.
A 2014-es évet ott tudta folytatni az alakulat, ahol 2013-ban abbahagyta. 3-1-es összesítéssel (2-0; 1-1) jutott tovább a csapat a BL-ben, Guardiola először győzte le az Arsenal FCt Londonban. A klubelnök Uli Hoeneß március 13-án lemondott elnöki posztjáról, mivel adócsalás vétkében bűnösnek találtatták. Ideiglenesen Herbert Hainer lett a vezető. (Herbert Hainer nem volt hivatalos elnök, mert csak ügyintézőként töltötte be az elnök minimális kötelezettségeit.) Március 25.-én rekordgyorsasággal megszerzett bajnoki címet ünnepelhetett a 27. fordulóban a Bayern München. Egy fordulóval és 2 héttel korábban, mint ahogy azt egy évvel korábban tette. A csapat 19 mérkőzése tartó veretlenségi sorozata március végén szakadt meg a 28. fordulóban a TSG 1899 Hoffenheim elleni 3-3-ra végződő mérkőzésen. A találkozón Thiago Alcántara is komoly sérülést szenvedett, emiatt a világbajnokságot is kényszerült kihagyni. Komoly érvágás Thiago hiánya a Bayern számára, mivel az évad legfontosabb részében sérült meg. Ezt követően elszállt a veretlenségi rekord beállítása, ugyanis a csapat a fiatal játékosaikkal a kezdőben 0-1-es vereséget szenvedett április elején a 29. fordulóban az FC Augsburg ellen. A már bezsebelt bajnokságban hullámzó teljesítménnyel szereplő Bayern összesítésben 4-2 arányban (1-1; 3-1) múlta felül a Manchester Unitedet. A továbbjutás Münchenben dőlt. A 30. fordulóban a Borussia Dortmundot fogadta a csapat. Hazai pályán 3-0-ra vesztette el a találkozót a csapat. A bajnokságban megmutatkozott gyenge teljesítmény és a formából való kizökkenés kis híján a BL szereplés kárára ment már a negyeddöntőjében. A hátramaradt bajnoki mérkőzésüket megnyerte a csapat. A Bajnokok-ligája az elődöntőben ért véget a Bayern München számára ahol a későbbi győztes Real Madrid. Hiába szorongatta, tartotta a tizenhatosán belül, illetve a tizenhatos vonalán a madridi játékosokat, a 2 mérkőzésen a 2 ellentámadásból, valamint a 3 állított helyzetből szerzett gól összesítésben 0-5-ös (0-1; 0-4) eredményt jelentett. Münchenben szenvedte el a csapat legnagyobb arányú hazai vereségét. Május 2.-án iktatták be az új elnököt Karl Hopfnert. Az 51. Bundesliga szezon megnyeréséért járó Salátástálat május 10.-én vehette át a csapat. A szezon során három trófeát már bezsebelt a csapat, de nagy volt az elégedetlenség a szurkolók részéről, mivel a hőn áhított BL címvédés elmaradt. Utolsó mérkőzésén a csapat a hosszabbításban 2-0-ra győzte le a csapat a német kupa döntőjében a Borussia Dortmundot, így a csapat történelmük során tizedik alkalommal tudott duplázni.

## Taktika
A Bayern München történelmében új korszak kezdődött. Ez elsősorban a taktikai irányzatban mutatkozott meg. Josep Guardiola kombinálta a spanyol technikát a német mentalitással. Az előző évektől és a német csapatoktól eltérő kezdőfelállást alkotott, a 4-1-4-1 -et. Elsősorban a labdatartás jegyében játszik a Bayern. Az egyetlen védekező középpályás szerepe a védők passzjátékának megszilárdítása, ezáltal kevesebb a rosszul hátraadott vagy eladott labda. Így a szélső hátvédek feljebb "lopakodásának" dolgát könnyítik meg. A hátulról való építkezésben a két belső támadó középpályás egyike mindig segít, és egy szélső hátvéd is mindig az üresbe fut. A szélső középpályások is gyorsítják beadásaikkal, gyors passzaikkal a támadásokat. Szélen való támadás esetén a szélső hátvédek is remekül képesek játékba avatkozni, erősíteni az adott oldalt. Ez a Bayern képes klasszikus csatár nélkül is játszani: remek labdatartásának és a játékosok gólhatékonyságának köszönhetően, de többnyire alkalmaznak csatárt. Mario Mandžukić, az első számú csatár az erős fejjátékával és klasszis csatárhoz illő gólokkal biztosítja helyét a kezdő tizenegyben, ám Josep Guardiola szereti rotálni játékosait mérkőzésről-mérkőzésre, ezzel mindenkinek elegendő játéklehetőséget adva.

## Uli Hoeneß-ügy

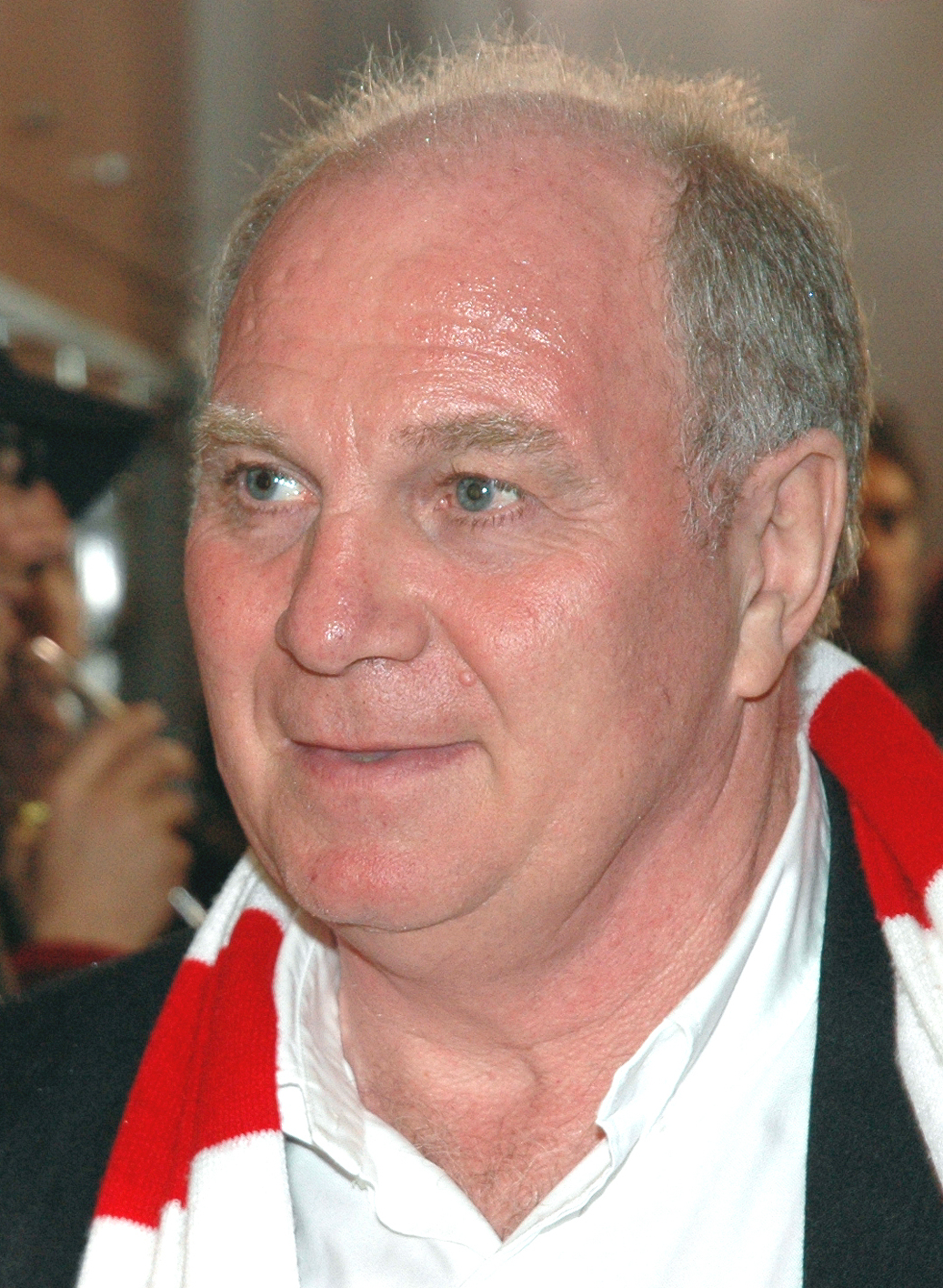
Uli Hoeneß

Uli Hoeneß, az FC Bayern München elnökének adócsalási tárgyalását 2014. március 10-én, hétfőn kezdték el, amelynek ítéletét március 13-án, csütörtökön mondták ki. 3 és fél év szabadságvesztére ítélték el. Az elnök lemondott posztjáról, és 45 év szolgálat után nem áll rendelkezésére a Bayern München családjának.

## Eredmények
Az FC Bayern München 2013-2014-es szezonban elért eredményei:
| Bajnokság               | Helyezés    |
| ----------------------- | ----------- |
| DFL Szuperkupa          | Második     |
| FIFA-klubvilágbajnokság | Világbajnok |
| UEFA-szuperkupa         | Győztes     |
| Bundesliga              | Bajnok      |
| DFB Pokal               | Győztes     |
| UEFA-bajnokok ligája    | Elődöntő    |

## Keret
2014. március 1.
Kölcsönszerződés
| #  |     | Poszt | Név                                                  |
| -- | --- | ----- | ---------------------------------------------------- |
| 15 | GER | V     | Jan Kirchhoff (FC Schalke 04-be, 2015 június 15.-ig) |

|  |

## Mezek
| Hazai |  | Idegenbeli |  | Idegenbeli (2013 augusztus-október) |  | Harmadik számú (BL) | Kupadöntő |

## Lásd még
- 2013–2014-es Bundesliga
- 2013–2014-es DFB-Pokal
- 2013–2014-es UEFA-bajnokok ligája
- 2013-as német labdarúgó-szuperkupa
- 2013-as FIFA-klubvilágbajnokság
- 2013-as UEFA-szuperkupa